# Hans Schuierer

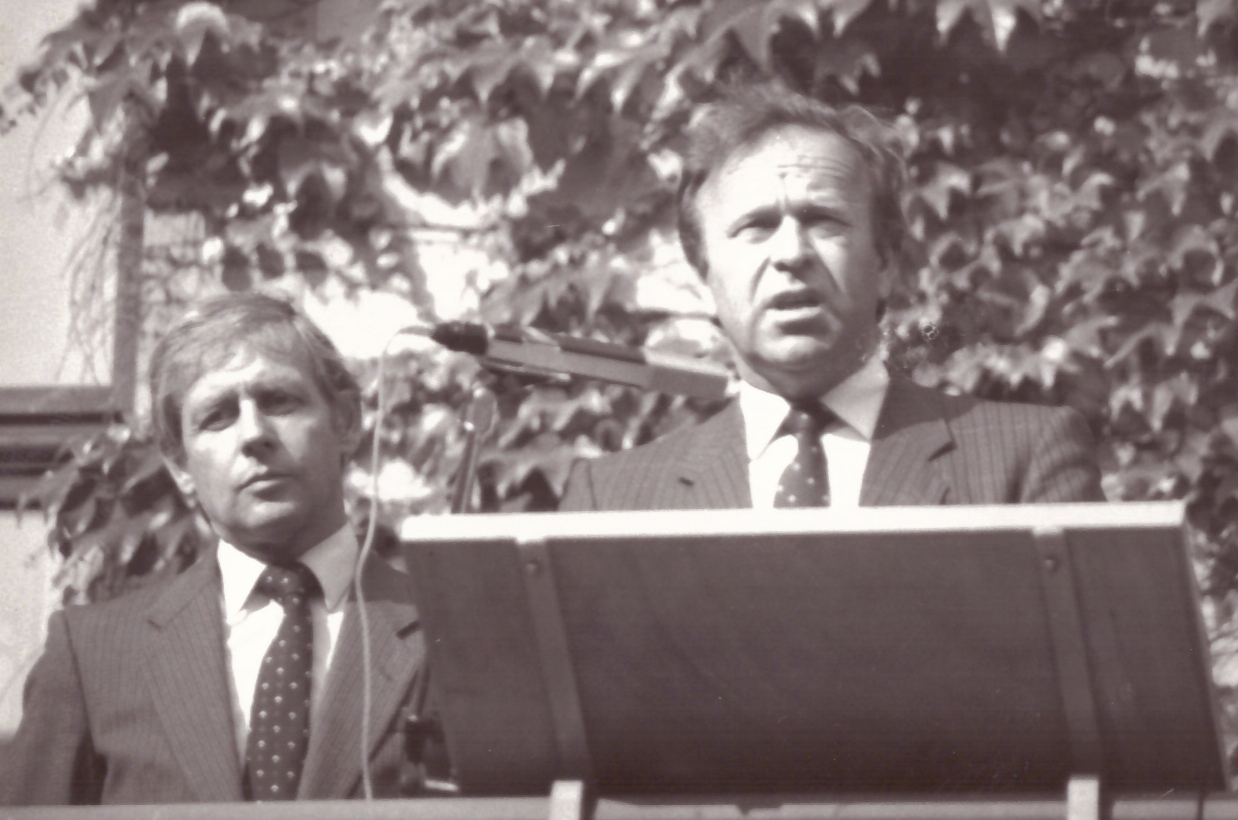
Hans Schuierer (re.) mit Kurt Petzold (1980er Jahre)

Hans Schuierer (* 6. Februar 1931 in Klardorf) ist ein ehemaliger deutscher Kommunalpolitiker der SPD. Er war von 1972 bis 1996 Landrat des Landkreises Schwandorf und wurde bekannt als Gegner der Wiederaufarbeitungsanlage Wackersdorf (WAA).

## Leben
Schuierer erlernte das Maurer- und Wegemacher-Handwerk. 1956 trat er in die Kommunalpolitik ein, wurde zunächst Gemeinderat, kurz darauf erster Bürgermeister in Klardorf (heute Ortsteil von Schwandorf) und danach Landrat des Landkreises Burglengenfeld. Schuierer war ab der Gebietsreform 1972 Landrat des Landkreises Schwandorf in der Oberpfalz. Bundesweite Bekanntheit erlangte er Mitte der 1980er Jahre, als er eine Genehmigung der Wiederaufarbeitungsanlage Wackersdorf ablehnte. Vier Jahre widersetzte er sich der Weisung der bayerischen Staatsregierung und wich trotz eines gegen ihn angestrengten Disziplinarverfahrens nicht von seiner Linie ab.
Schuierer verbringt seinen Lebensabend in seiner Heimatgemeinde, die heute ein Ortsteil von Schwandorf ist. Bis 2008 saß er im Oberpfälzer Bezirkstag. Im Jahr 2011 wurde er Ehrenbürger von Schwandorf.

## WAA-Widerstand und „Lex Schuierer“

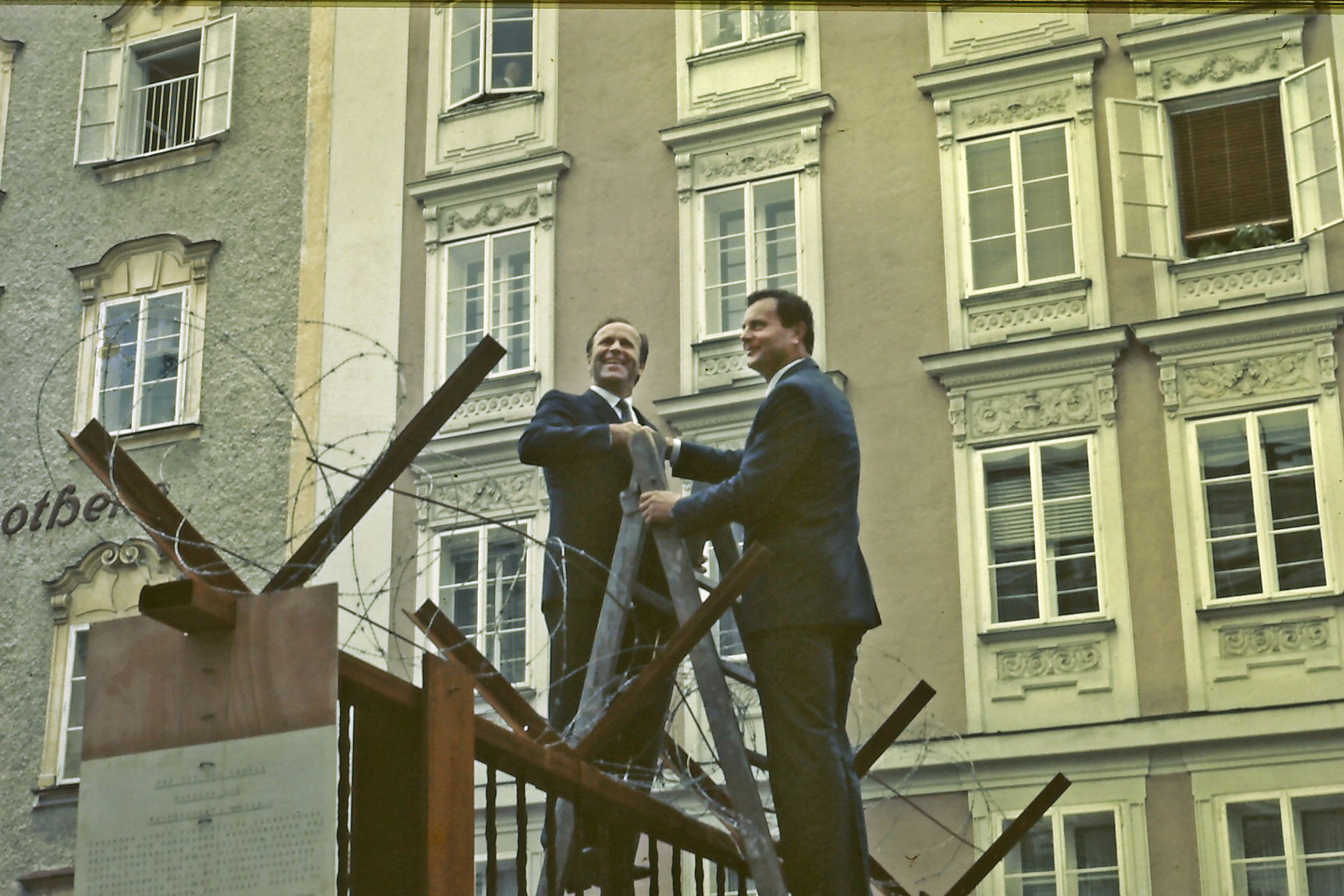
Anti-Atom-Partnerschaft: Hans Schuierer und Josef Reschen 1986 am Alten Markt (Salzburg)

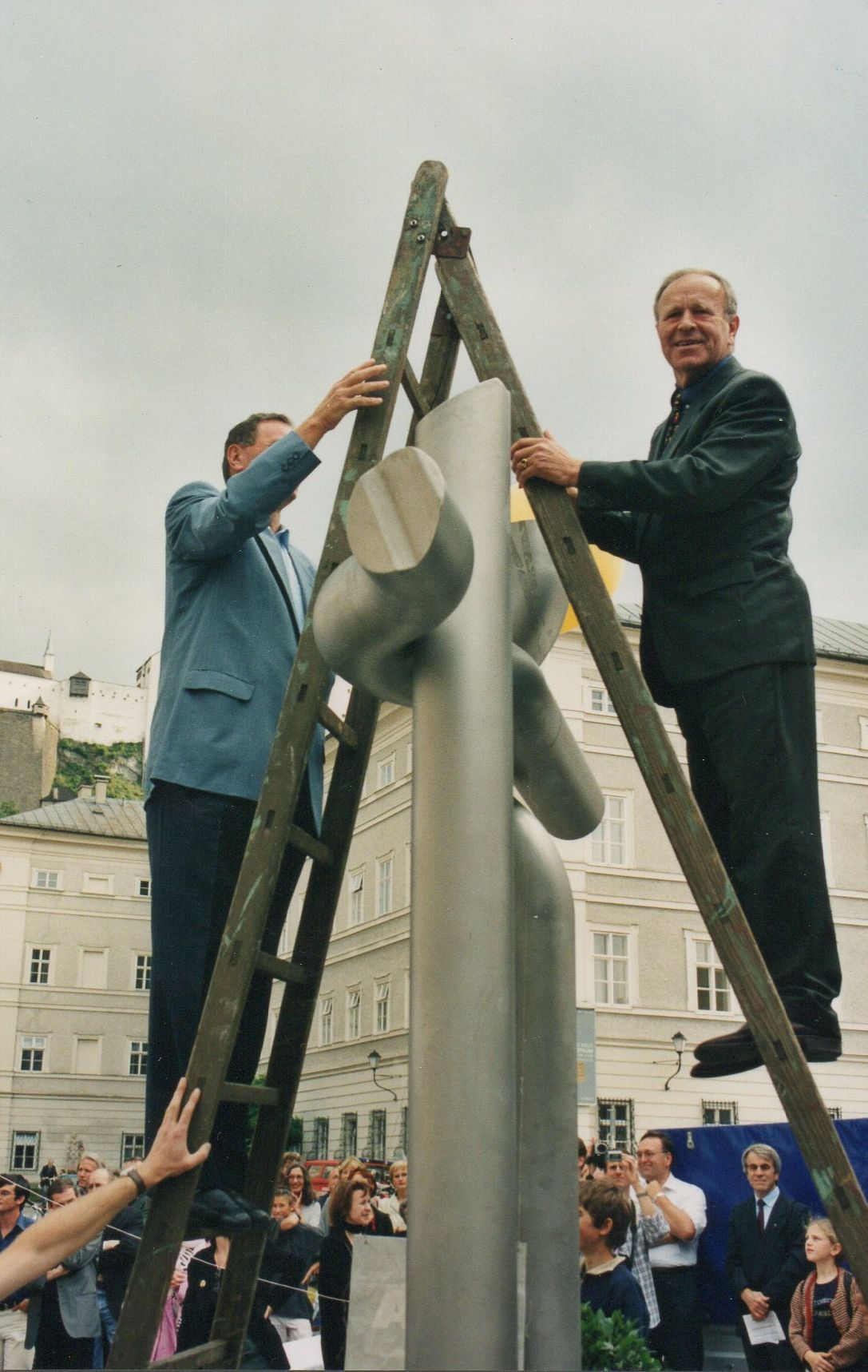
Josef Reschen und Hans Schuierer am WAA-Denkmal am Mozartplatz (Salzburg), 2000

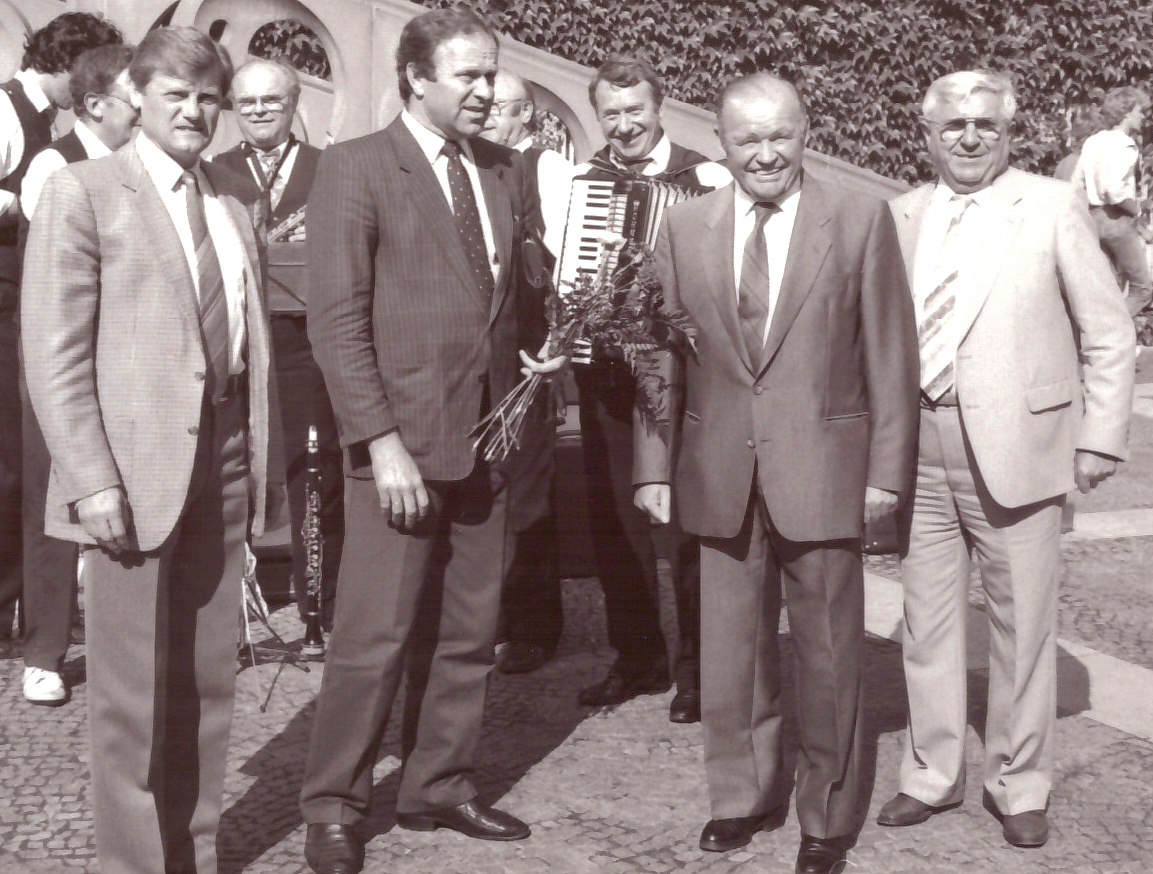
Hans Schuierer bei einer Kundgebung gegen die Nutzung der Kernenergie in Schweinfurt Mitte der 1980er Jahre: (v. l.) Rudolf Müller, Hans Schuierer, Werner Hollwich, Herbert Müller

Obwohl Schuierer zunächst die Wiederaufarbeitungsanlage (WAA) befürwortete, bezeichnete er diese 1985 als ökonomischen Unsinn und war der Meinung, sie würde nie in Betrieb gehen. Schuierer und sein Stellvertreter Dietmar Zierer verweigerten die Unterzeichnung der wasser- und baurechtlichen Genehmigung zum Bau der WAA Wackersdorf, bis dies von der bayerischen Staatsregierung mit der „Lex Schuierer“ umgangen wurde.
Die „Lex Schuierer“ führte mit Artikel 3a in das Bayrische Verwaltungsverfahrensgesetz den Selbsteintritt der Aufsichtsbehörden ein. Dies bedeutete, dass die Bezirksregierung für den Fall, dass ein ihr nachgeordnetes Landratsamt als Staatsbehörde auch nach entsprechender Weisung nicht tätig wird, an dessen Stelle selbst eine Entscheidung treffen kann. Nach Inkrafttreten des Gesetzes am 1. August 1985 erteilte daraufhin die Regierung der Oberpfalz im Oktober 1985 die wasser- und baurechtliche Genehmigungen anstelle des Landratsamts Schwandorf. Sein Vertreter Zierer bewertete dieses Vorgehen mit den polemischen Worten: „Recht viel anders hätte sich auch eine Diktatur nicht verhalten.“
Der SPD-Landrat wurde mit mehreren Disziplinarverfahren überzogen. Schuierer vertrat die Ansicht, der Unterschied zwischen Chile, Südafrika sowie weiteren Militärdiktaturen und dem Freistaat Bayern werde „immer kleiner“. Er legte sich mit dem WAA-Förderer Franz Josef Strauß an und sprach von „Ein-Mann-Demokratur Strauß’scher Prägung“, „CSU-Demokratur“, „Terror in Vollendung“. Umgekehrt nannten Strauß und sein Innenminister August Lang Schuierer einen „Steigbügelhalter des Kommunismus“, „Volksverhetzer“, „Rädelsführer“ und beschuldigten ihn der „Sabotage“. Bei der zivil-militärischen WINTEX-Übung wurde „zufällig“ im Kellergeschoss des Landratsamtes ein Anschlag einer schwerbewaffneten Friedensinitiative auf den Schuierer durchgespielt.
Schuierer stellte sich mit den Bürgerinitiativen an den Infostand und unterstützte die Hüttendörfer. Rückblickend war die WAA für Schuierer „ein einziges Lügenpaket von Anfang bis zum Ende“. Er war jedoch erstaunt, dass Persönlichkeiten wie Hans-Jochen Vogel, Johannes Rau, Joschka Fischer, Petra Kelly, Karl-Heinz Böhm oder Dietmar Schönherr als Gäste zu ihm kamen und gegen die WAA protestierten.
Mit seinem Mitstreiter Wolfgang Nowak besuchte Schuierer Schulen und Veranstaltungen, damit die Erinnerungen an den Kampf für die Oberpfälzer Heimat nicht in Vergessenheit geraten.
Im Spielfilm Wackersdorf von Oliver Haffner wurde Hans Schuierer von Johannes Zeiler verkörpert.

## Auszeichnungen und Ehrungen
- 1987: Wilhelm-Dröscher-Preis
- 2005: Wilhelm-Hoegner-Preis der SPD-Landtagsfraktion
- 2005: Bundesverdienstkreuz am Bande
- 2011: Ehrenbürgerrecht der Stadt Schwandorf
- 2014: Ehrenpreis des Nuclear-Free Future Award für das Lebenswerk[19]
- 2019: Sepp-Daxenberger-Preis
- 2019: Bayerische Verfassungsmedaille in Silber[20]

## Filmdokumente
- Entscheidung WAA-Standort Wackersdorf (1985), Reaktionen von Hubert Weinzierl und Hans Schuierer, BR24 2025, 2 Min[21]

- Ende der WAA - Hans Schuierer und Pfarrer Richard Salzl auf der Abschlussdemo am Bauzaun, BR24 2019, 2 Min[22]

- Rede von Hans Schuierer 2014 zu 25 Jahre Baustopp WAA Wackersdorf, 34 Min[23]

- 30. Jahrestag Baustopp WAA, Oberpfalz TV 2016, 3 Min[24]

- 33 Jahre Baustopp der Wiederaufarbeitungsanlage in Wackersdorf, u. a. mit Hans Schuierer, Oberpfalz TV 2022, 12 Min[25]

- Hans Schuierer: Der Mann gegen die Atomanlage - Nach einer wahren Geschichte, Arte 2022, 27 Min[26]

- Hans Schuierer zum 90. Geburtstag, BR Fernsehen 2021, 2 Min.[27]

- Wackersdorf – Der Spielfilm aus dem Jahr 2018 zeigt, wie der Schwandorfer Landrat Hans Schuierer gegen die Wiederaufarbeitungsanlage Wackersdorf kämpft.

- Erlebte Geschichte: Hans Schuierer, der ehemalige Landrat von Wackersdorf, erinnert sich.[28]

- Hans Schuierer spricht über die Wiederaufbereitungsanlage Wackersdorf (2018)[29]

- Irmgard und die Widerstandssocken, Dokumentation der Reihe Lebenslinien des BR Fernsehens 2018 mit Hans Schuierer[30]

- Interview von Michael Sterner mit Hans Schuierer 2025, 6 Min[31]

- Buchvorstellung: Hans Schuierer – Symbolfigur des friedlichen Widerstands gegen die WAA. 7 Min[32]

- Hans bleib do ... Titelsong und Video zum Buch "Hans Schuierer" 2018, Musik: "GAMPE – Americana aus Bayern", 5 Min[33]